# 이기령 (1786년)
이기령(李騏寧, 1786년 9월 6일 ~ 1877년 2월 23일)은 조선 오위도총부 오위장 직책을 지낸 조선 후기의 문신, 군인이다. 자는 경보(景報), 본관은 우계(羽溪)이다. 경기도 포천 출신.
1856년 문음 천거된 이후 1861년 생원시를 합격하여 철종의 특명으로 특별히 정3품 벼슬에 제수되었다. 1877년 자헌대부 지중추부사에 이르렀다.

## 생애
경기도 포천군 일동면에서 태어났고, 할아버지는 장사랑과 승사랑을 지낸 이한운이고, 아버지는 문천군수, 안변진관을 지낸 태화 이현상이고, 어머니는 풍양 조씨로 조성보의 서자 조상만의 4대손 통덕랑 조기영(趙基永)의 딸이다. 이상우의 5대손이다. 만년에 거주지를 충청도 단양으로 이주하였다. 1861년 식년시 생원시에 합격할 당시에는 거주지가 단양으로 되어 있었다.
1861년(철종 12) 4월 10일 신유(辛酉) 식년시(式年試) 생원에 3등 7위로 합격하여 생원이 되었다. 철종은 이날 흥정당(興政堂)에서 사마시 합격자들을 직접 면담하고 사악(賜樂)을 베풀어주었다. 이때 철종은 특명을 내려 70세 이상인 합격자들에게는 해조에 통지하여 오위장직을 가설, 제수하라 하였다.
1861년(철종 12) 4월 10일 철종의 특명으로 가설오위장 29직을 신설, 병조구전정사를 통해 오위장직에 제수되었다. 4월 29일 첨지(僉知)에 임명되고 1862년(철종 13) 6월 5일 전 오위장으로 가선대부로 승진했다. 그해(1862년) 음력 윤 8월 3일 병조 예하 오위장에 제수되고, 같은 날 병조 동지(兵曹 同知)에 겸직 임명되었다. 음력 윤8월 6일 오위장이 되었다. 윤 8월 6일 정장을 올려 병으로 직책을 수행하기 어렵다(病難供職)며 정장을 올려 병조가 상신, 면직되었다.
1876년(고종 13) 2월 11일 동지중추부사로 재직 중 자헌(資憲)으로 특별승진되었다. 조관(朝官)으로 나이 90세가 되어 특별히 가자된 것이다. 최종 관직은 자헌대부 중추부지사에 이르렀다. 그해 2월 23일에 사망하였다.
묘소는 경상북도 영주군 원풍기봉현면에 있다가 2020년대 이후 경기도 포천시 일동면 기산리 118번지 가족 묘역으로 이장되었다.

## 가족 관계
- 할아버지 : 이한운(李漢雲, 1735년 6월 22일 ~ 1806년 6월 8일)
- 할머니 : 밀양 박씨(1735년 6월 12일 ~ 1813년 11월 27일), 동지중추부사 박성희(朴聖希)의 딸
- 아버지 : 이현상(李顯相, 1770년 6월 14일 - 1822년 7월 14일)
- 어머니 : 풍양 조씨(1767년 4월 1일 ~ 1822년 6월 24일), 조기영(趙基永)의 딸
- 부인 : 의령남씨(宜寧南氏, 1785년 2월 29일 ~ 1847년 8월 29일), 남회령(南會寧)의 딸
- 아들 : 이재항(李在恒, 1810년 4월 19일 ~ 1853년 10월 29일), 승사랑
- 며느리 : 달성 서씨, 서유설(徐有說)의 딸, 약봉 서성 후
  - 손자 : 이택선(李宅善)

## 같이 보기
- 이현상
- 이상우